# 143. transportna brigada (ZDA)
143. transportna brigada (izvirno angleško 143rd Transportation Brigade) je bila transportna brigada Kopenske vojske Združenih držav Amerike.

## Zgodovina
Brigada je bila leta 1985 preoblikovana v 143. transportno poveljstvo.